# A Predicament
"A Predicament" (em português brasileiro: A Signora Zenobia) é um conto humorístico de Edgar Allan Poe, geralmente combinado com a obra "How to Write a Blackwood Article". Foi originalmente intitulado "The Scythe of Time". As histórias emparelhadas parodiam o conto de sensações góticas, popular na Inglaterra e nos Estados Unidos desde o início do século XIX.

## Resumo da trama
A história bizarra segue uma narradora feminina, Signora Psyche Zenobia. Enquanto caminhava pela "bela cidade de Edina", com seu poodle de 130 milímetros e seu servo negro de 0,91 milímetros, Pompeu, ela é atraída para uma grande catedral gótica. No campanário, Zenobia vê uma pequena abertura que deseja ver. De pé nos ombros de Pompeu, ela empurra a cabeça pela abertura, percebendo que está no rosto de um relógio gigante. Enquanto ela olha para a cidade além, ela logo descobre que o ponteiro dos minutos afiados começou a cavar seu pescoço. Lentamente, o ponteiro dos minutos a decapita. A certa altura, a pressão contra o pescoço faz com que os olhos caiam e rolem para a sarjeta e depois para a rua abaixo. Seu outro olho segue depois. Finalmente, o relógio cortou completamente a cabeça do corpo. Ela não expressa desespero e está, de fato, feliz por se livrar dele. Por um momento, ela se pergunta qual é a verdadeira Zenobia: seu corpo sem cabeça ou sua cabeça decepada. A cabeça então faz um discurso heróico que o corpo de Zenobia não pode ouvir porque não tem ouvidos. Sua narração continua sem a cabeça, pois agora ela é capaz de deixar a situação. Com medo, Pompeu foge e Zenobia vê que um rato comeu seu poodle.

## "How to Write a Blackwood Article"

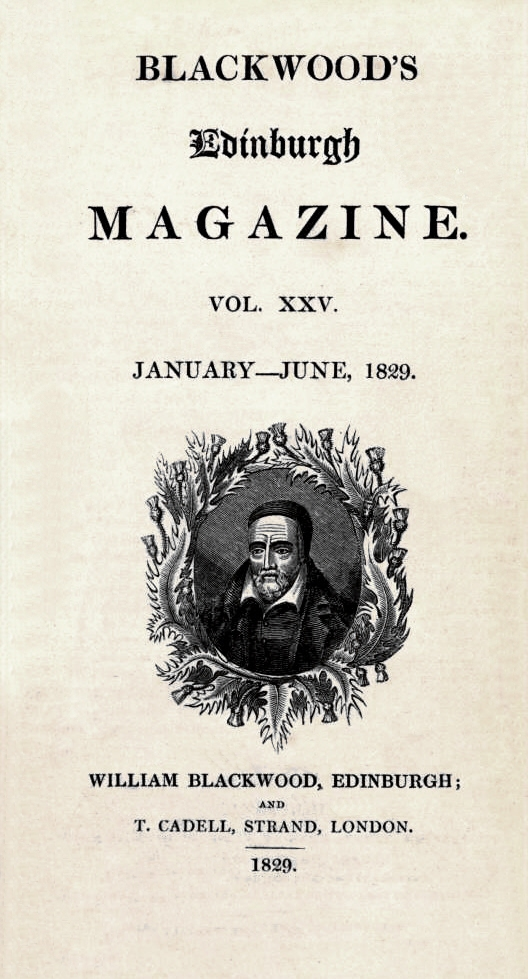
Blackwood's Magazine

A peça complementar, "How to Write a Blackwood Article", é uma ficção satírica do tipo "how-to" em histórias de horror de fórmula tipicamente impressa na escocesa Blackwood's Magazine. O termo "article", na época de Poe, também costumava se referir a contos, e não apenas não-ficção. Neste ensaio simulado, Poe enfatiza a necessidade de elevar sensações por escrito. As sensações devem aumentar, diz ele, até o momento final, geralmente envolvendo uma escova com a morte.
A própria Zenobia é a narradora e personagem principal dessa história na cidade de Edina. Ela é informada por seu editor a se matar e registrar as sensações. Poe pode ter feito isso como uma espécie de indireta às mulheres escritoras.
Não está claro o quanto dessa história deve ser sarcástica. O humor, no entanto, é baseado em schadenfreude.

## Histórico da publicação
Originalmente compilando-os como "The Psyche Zenobia" e "The Scythe of Time", Poe publicou esses contos pela primeira vez no American Museum, em Baltimore, Maryland, em novembro de 1838. As histórias foram retomadas quando foram republicadas em Tales of the Grotesque and Arabesque em 1840.

## Adaptações
"A Predicament" foi adaptado em 2000 para a National Public Radio pela série Radio Tales, sob o nome "Edgar Allan Poe's Predicament".